# Londen Marathon 1986
De Londen Marathon 1986 werd gelopen op zondag 20 april 1986. Het was de zesde editie van deze marathon. 
De Japanner Toshihiko Seko zegevierde bij de mannen in 2:10.02. De Noorse Grete Waitz won bij de vrouwen in 2:24.54 en boekte hiermee haar tweede overwinning in deze marathon. Eerder won zij in 1983.

## Uitslagen

### Mannen
| rang   | naam              | land | tijd    |
| ------ | ----------------- | ---- | ------- |
| Goud   | Toshihiko Seko    | JPN  | 2:10.02 |
| Zilver | Hugh Jones        | ENG  | 2:11.42 |
| Brons  | Allister Hutton   | SCO  | 2:12.36 |
| 4      | Pat Petersen      | USA  | 2:12.56 |
| 5      | Mehmet Terzi      | TUR  | 2:13.02 |
| 6      | Yutaka Kanai      | JPN  | 2:13.42 |
| 7      | Henrik Albahn     | DEN  | 2:14.34 |
| 8      | Ieuan Ellis       | WAL  | 2:14.38 |
| 9      | Geir Kvernmo      | NOR  | 2:14.48 |
| 10     | Cidalio Caetano   | POR  | 2:14.57 |
| 11     | Oddmund Roalkvam  | NOR  | 2:14.59 |
| 12     | Philip O'Brien    | ENG  | 2:15.00 |
| 13     | Lindsay Robertson | SCO  | 2:15.03 |
| 14     | Peter Lyrenmann   | SUI  | 2:15.06 |
| 15     | Kevin Forster     | ENG  | 2:15.19 |

### Vrouwen
| rang   | naam                | land | tijd    |
| ------ | ------------------- | ---- | ------- |
| Goud   | Grete Waitz         | NOR  | 2:24.54 |
| Zilver | Mary O'Connor       | NZL  | 2:30.52 |
| Brons  | Ann Ford            | ENG  | 2:31.40 |
| 4      | Sylvie Bornet       | FRA  | 2:31.43 |
| 5      | Paula Fudge         | ENG  | 2:32.25 |
| 6      | Kersti Jakobsen     | DEN  | 2:32.53 |
| 7      | Julia Gates         | ENG  | 2:36.31 |
| 8      | Glynis Penny        | ENG  | 2:38.47 |
| 9      | Jacqueline Hulbert  | WAL  | 2:39.26 |
| 10     | Deborah Butterfield | USA  | 2:41.11 |
| 11     | Angela Hulley       | ENG  | 2:41.12 |
| 12     | Carolyn Naisby      | ENG  | 2:41.57 |
| 13     | Oddrun Hovsengen    | NOR  | 2:42.05 |
| 14     | Christine Kennedy   | IRL  | 2:42.18 |
| 15     | Yuko Gordon         | HKG  | 2:42.23 |

1981 ·
1982 ·
1983 ·
1984 ·
1985 ·
1986 ·
1987 ·
1988 ·
1989 ·
1990 ·
1991 ·
1992 ·
1993 ·
1994 ·
1995 ·
1996 ·
1997 ·
1998 ·
1999 ·
2000 ·
2001 ·
2002 ·
2003 ·
2004 ·
2005 ·
2006 ·
2007 ·
2008 ·
2009 ·
2010 ·
2011 ·
2012 ·
2013 ·
2014 ·
2015 ·
2016 ·
2017